# Solfara Cinta di Joppolo Giancaxio
La solfara Cinta di Joppolo Giancaxio o miniera Cinta di Joppolo Giancaxio è stata una miniera di zolfo, sita in provincia di Agrigento nelle vicinanze di Joppolo Giancaxio in località Cinta.
La solfatara, di proprietà del duca di Cesarò, era già attiva nel 1839; oggi essa è abbandonata.